# Obsesja (film 1976)
Obsesja – amerykański psychologiczny dreszczowiec neo-noir z 1976 w reżyserii Briana De Palmy.

## Fabuła
Rok 1959. Żona Michaela Courtlanda – Elizabeth oraz jego 9-letnia córka – Amy zostają porwane. Wbrew poleceniom porywaczy, mąż zawiadamia policję i za poradą detektywa, organizuje pułapkę. Plan zawodzi i żona Michaela zostaje zamordowana. Michaela dręczy sumienie i postanawia zbudować grobowiec dla Elizabeth i Amy. Mija 16 lat. Przyjaciel Michaela namawia go do wyjazdu do Florencji. Podczas wizyty w kościele, gdzie spotkał swoją żonę, poznaje Sandrę Portinari – restauratorkę dzieł sztuki, która bardzo przypomina jego zmarłą żonę.

## Obsada
- Cliff Robertson - Michael Courtland
- Geneviève Bujold - Elizabeth Courtland; Sandra Portinari
- John Lithgow - Robert Lasalle
- Sylvia Kuumba Williams - Maid
- Wanda Blackman - Amy Courtland
- Stanley J. Reyes - Inspektor Brie
- Nick Kreiger - Farber
- Stocker Fontelieu - Dr Ellman
- Don Hood - Ferguson
- Andrea Esterhazy - D’Annunzio

## Nagrody i nominacje
Oscary za rok 1976
- Najlepsza muzyka - Bernard Herrmann (nominacja)

Nagrody Saturn 1976
- Najlepszy horror (nominacja)